# Saint-Cricq-Villeneuve
Saint-Cricq-Villeneuve – miejscowość i gmina we Francji, w regionie Nowa Akwitania, w departamencie Landy.
Według danych na rok 1990 gminę zamieszkiwało 365 osób, a gęstość zaludnienia wynosiła 23 osób/km² (wśród 2290 gmin Akwitanii Saint-Cricq-Villeneuve plasuje się na 824. miejscu pod względem liczby ludności, natomiast pod względem powierzchni na miejscu 710.).